# Sovrani del Monferrato
Quello che segue è un elenco dei sovrani che hanno regnato sul marchesato del Monferrato, prima, e sul ducato del Monferrato, poi.
L'elenco include tutti i sovrani, prima Marchesi e poi Duchi, appartenenti alle quattro dinastie che si sono susseguite nel dominio del Monferrato, ovvero: gli Aleramici, i Paleologi, i Gonzaga, e i Gonzaga-Nevers.

## Marchesi del Monferrato

### Aleramici (967 – 1305)
| Ritratto | Nome (nascita–morte)                                    | Regno             | Regno             | Consorte                                                | Altri titoli                                           | Note |
| Ritratto | Nome (nascita–morte)                                    | Inizio            | Fine              | Consorte                                                | Altri titoli                                           | Note |
| -------- | ------------------------------------------------------- | ----------------- | ----------------- | ------------------------------------------------------- | ------------------------------------------------------ | --- |
|          | Aleramo (904 – 991)                                     | 967               | 991               | (1ª) ? (2ª) Gerberga d'Ivrea                            |                                                        | Primo marchese del Monferrato, fu il fondatore della dinastia degli Aleramici |
|          | Anselmo I (983-998)                                     | Attorno al 983    | 998               | Gisla                                                   |                                                        | Secondogenito di Aleramo |
|          | Ottone I (? – 991)                                      | 991               | 991               | ?                                                       |                                                        | Terzogenito di Aleramo; Ebbe un regno brevissimo a causa della morte improvvisa, non tutti gli studiosi concordano nel considerarlo marchese                                               |
|          | Guglielmo III (970 – 1042)                              | 991               | 1042              | Waza                                                    |                                                        | Figlio di Ottone I |
|          | Ottone II (1015 – 20 novembre 1084)                     | 1042              | 20 novembre 1084  | Costanza di Savoia                                      |                                                        | Figlio di Guglielmo III |
|          | Guglielmo IV (1030 ca. – 1100)                          | 20 novembre 1084  | 1100              | (1ª) ? (2ª) Otta di Agliè                               |                                                        | Figlio di Ottone II |
|          | Ranieri (1075 – 1137)                                   | 1100              | 1137              | Gisella di Borgogna                                     |                                                        | Figlio di Guglielmo IV e di Otta di Agliè |
|          | Guglielmo V il Vecchio (1100 – 1191)                    | 1137              | 1191              | Giuditta di Babenberg                                   |                                                        | Figlio di Ranieri |
|          | Corrado (1140 – 28 aprile 1192)                         | 1191              | 28 aprile 1192    | (1ª) Teodora di Bisanzio (2ª) Isabella I di Gerusalemme | Re di Gerusalemme con la moglie Isabella I (1190–1192) | Figlio di Guglielmo V |
|          | Bonifacio I (1150 – 1207)                               | 1192              | 1207              | (1ª) Elena di Busca (2ª) Margherita d'Ungheria          | Re di Tessalonica (1204–1207)                          | Figlio di Guglielmo V e fratello di Corrado; Conquistò e fondò il Regno di Tessalonica (1204–1224) e ne fu il primo sovrano anche se il titolo di "re" non fu mai ufficialmente utilizzato |
|          | Guglielmo VI (1173 – 17 settembre 1226)                 | 1207              | 17 settembre 1226 | Berta di Clavesana                                      |                                                        | Figlio di Bonifacio I e di Elena di Busca |
|          | Bonifacio II il Gigante (1202 ca. – 12 giugno 1253)     | 17 settembre 1226 | 12 giugno 1253    | Margherita di Savoia                                    | Re titolare di Tessalonica (1239–1253)                 | Figlio di Guglielmo VI |
|          | Guglielmo VII il Gran Marchese (1240 – 6 febbraio 1292) | 12 giugno 1253    | 6 febbraio 1292   | (1ª) Isabella de Clare (2ª) Beatrice di Castiglia       | Re titolare di Tessalonica (1253–1284)                 | Figlio di Bonifacio II; Dante Alighieri dedicò al "Gran Marchese" alcuni versi del VII Canto del Purgatorio (Divina Commedia)                                                              |
|          | Giovanni I il Giusto (1277 – 9 gennaio 1305)            | 6 febbraio 1292   | 9 gennaio 1305    | Margherita di Savoia                                    |                                                        | Figlio di Guglielmo VII e di Beatrice di Castiglia; Privo di eredi legittimi, designò come suo successore Teodoro Paleologo, figlio della sorella Violante                                 |

### Paleologi (1306 – 1533)
| Ritratto | Nome (nascita–morte)                                | Regno            | Regno            | Consorte                                                                      | Altri titoli                 | Note |
| Ritratto | Nome (nascita–morte)                                | Inizio           | Fine             | Consorte                                                                      | Altri titoli                 | Note |
| -------- | --------------------------------------------------- | ---------------- | ---------------- | ----------------------------------------------------------------------------- | ---------------------------- | --- |
|          | Teodoro I (1290 – 21 aprile 1338)                   | 9 gennaio 1305   | 21 aprile 1338   | Argentina Spinola                                                             |                              | Figlio dell'ultima degli Aleramici, ereditò il Marchesato e fondò la dinastia dei Paleologi di Monferrato |
|          | Giovanni II (5 febbraio 1321 – 19 marzo 1372)       | 21 aprile 1338   | 1372             | Elisabetta di Maiorca                                                         |                              | Figlio di Teodoro I |
|          | Ottone III Secondotto (1360 ca. – 16 dicembre 1378) | 19 marzo 1372    | 16 dicembre 1378 | Violante Visconti                                                             |                              | Figlio primogenito del marchese Giovanni II e di Elisabetta di Maiorca |
|          | Giovanni III (1362 – 25 agosto 1381)                | 16 dicembre 1378 | 25 agosto 1381   |                                                                               |                              | Figlio secondogenito del marchese Giovanni II e di Elisabetta di Maiorca |
|          | Teodoro II (1364 – 26 aprile 1418)                  | 25 agosto 1381   | 26 aprile 1418   | (1ª) Argentina Malaspina (2ª) Giovanna di Bar (3ª) Margherita di Savoia-Acaia |                              | Figlio terzogenito del marchese Giovanni II e di Elisabetta di Maiorca |
|          | Gian Giacomo (23 marzo 1395 – 12 marzo 1445)        | 26 aprile 1418   | 12 marzo 1445    | Giovanna di Savoia                                                            |                              | Figlio di Teodoro II e di Giovanna di Bar |
|          | Giovanni IV (24 giugno 1412 – 19 gennaio 1464)      | 12 marzo 1445    | 19 gennaio 1464  | Margherita di Savoia                                                          |                              | Figlio di Gian Giacomo |
|          | Guglielmo VIII (19 luglio 1420 – 27 febbraio 1483)  | 19 gennaio 1464  | 27 febbraio 1483 | (1ª) Maria di Foix (2ª) Elisabetta Maria Sforza (3ª) Bernarda di Brosse       |                              | Figlio di Gian Giacomo e fratello di Giovanni IV |
|          | Bonifacio III (10 agosto 1424 – marzo 1494)         | 27 febbraio 1483 | marzo 1494       | (1ª) Orvietana Fregoso (2ª) Elena di Brosse (3ª) Maria Branković              |                              | Figlio di Gian Giacomo e fratello di Giovanni IV e Guglielmo VIII |
|          | Guglielmo IX (10 agosto 1486 – autunno 1518)        | marzo 1494       | autunno 1518     | Anna d'Alençon                                                                |                              | Figlio di Bonifacio III e di Maria Branković |
|          | Bonifacio IV (21 dicembre 1512 – 6 giugno 1530)     | autunno 1518     | 6 giugno 1530    |                                                                               |                              | Figlio di Guglielmo IX e di Anna d'Alençon; Essendo minorenne, la madre resse per lui il Marchesato del Monferrato dal 1518 sino alla sua morte improvvisa, avvenuta nel 1530 |
|          | Giangiorgio (20 gennaio 1488 – 30 aprile 1533)      | 6 giugno 1530    | 30 aprile 1533   | Giulia d'Aragona                                                              |                              | Figlio di Bonifacio III e di Maria Branković, pertanto zio del precedente marchese Bonifacio IV |
|          | Margherita (11 agosto 1510 – 28 dicembre 1566)      | 30 aprile 1533   | 28 giugno 1540   | Federico II Gonzaga                                                           | Duchessa consorte di Mantova | Figlia di Guglielmo IX e ultima erede legittima dei Paleologi del Monferrato; Con lei tutti i titoli e i territori passarono a Federico II Gonzaga, suo marito, e alla sua famiglia; Alla morte del marito divenne reggente di Mantova e del Monferrato per i figli Francesco e Guglielmo X |

### Gonzaga (1533 – 1574)
| Ritratto | Nome (nascita–morte)                           | Regno            | Regno            | Consorte             | Altri titoli                                                   | Note |
| Ritratto | Nome (nascita–morte)                           | Inizio           | Fine             | Consorte             | Altri titoli                                                   | Note |
| -------- | ---------------------------------------------- | ---------------- | ---------------- | -------------------- | -------------------------------------------------------------- | --- |
|          | Federico (17 maggio 1500 – 28 giugno 1540)     | 30 aprile 1533   | 28 giugno 1540   | Margherita Paleologa | Prima Marchese di Mantova poi Duca di Mantova come Federico II | In quanto marito dell'ultima erede dei Paleologi, il Marchesato del Monferrato passò nelle mani dei Gonzaga |
|          | Francesco I (10 marzo 1533 – 21 febbraio 1550) | 28 giugno 1540   | 21 febbraio 1550 | Caterina d'Austria   | Duca di Mantova come Francesco III                             | Figlio di Federico e di Margherita                                                                          |
|          | Guglielmo X (24 aprile 1538 – 14 agosto 1587)  | 21 febbraio 1550 | dicembre 1574    | Eleonora d'Austria   | Duca di Mantova come Guglielmo I                               | Figlio di Federico e di Margherita e fratello di Francesco                                                  |

## Duchi del Monferrato

### Gonzaga (1574 – 1627)
| Ritratto | Nome (nascita–morte)                              | Regno            | Regno            | Consorte                                         | Altri titoli                      | Note                                                               |
| Ritratto | Nome (nascita–morte)                              | Inizio           | Fine             | Consorte                                         | Altri titoli                      | Note                                                               |
| -------- | ------------------------------------------------- | ---------------- | ---------------- | ------------------------------------------------ | --------------------------------- | ------------------------------------------------------------------ |
|          | Guglielmo X (24 aprile 1538 – 14 agosto 1587)     | dicembre 1574    | 14 agosto 1587   | Eleonora d'Austria                               | Duca di Mantova come Guglielmo I  | Nel 1574 l'imperatore Massimiliano II elevò il Marchesato a Ducato |
|          | Vincenzo I (21 settembre 1562 – 18 febbraio 1612) | 14 agosto 1587   | 18 febbraio 1612 | (1ª) Margherita Farnese (2ª) Eleonora de' Medici | Duca di Mantova                   | Figlio di Guglielmo                                                |
|          | Francesco II (7 maggio 1586 – 22 dicembre 1612)   | 18 febbraio 1612 | 22 dicembre 1612 | Margherita di Savoia                             | Duca di Mantova come Francesco IV | Figlio primogenito di Vincenzo e di Eleonora de' Medici            |
|          | Ferdinando (26 aprile 1587 – 29 ottobre 1626)     | 22 dicembre 1612 | 29 ottobre 1626  | Caterina de' Medici                              | Duca di Mantova                   | Figlio secondogenito di Vincenzo e di Eleonora de' Medici          |
|          | Vincenzo II (7 gennaio 1594 – 25 dicembre 1627)   | 29 ottobre 1626  | 25 dicembre 1627 | Isabella Gonzaga di Novellara                    | Duca di Mantova                   | Figlio quartogenito di Vincenzo e di Eleonora de' Medici           |

### Gonzaga-Nevers (1627 – 1708)
| Ritratto | Nome (nascita–morte)                              | Regno             | Regno             | Consorte                                                     | Altri titoli                                                    | Note                                                                                       |
| Ritratto | Nome (nascita–morte)                              | Inizio            | Fine              | Consorte                                                     | Altri titoli                                                    | Note                                                                                       |
| -------- | ------------------------------------------------- | ----------------- | ----------------- | ------------------------------------------------------------ | --------------------------------------------------------------- | ------------------------------------------------------------------------------------------ |
|          | Carlo I (6 maggio 1580 – 22 settembre 1637)       | 25 dicembre 1627  | 22 settembre 1637 | Caterina di Lorena                                           | Principe di Arches, Duca di Nevers e di Rethel, Duca di Mantova | Figlio di Ludovico Gonzaga e nipote di Federico e di Margherita                            |
|          | Carlo II (31 ottobre 1629 – 14 agosto 1665)       | 22 settembre 1637 | 14 agosto 1665    | Isabella Clara d'Austria                                     | Principe di Arches, Duca di Nevers e di Rethel, Duca di Mantova | Figlio di Carlo di Gonzaga-Nevers e nipote di Carlo I                                      |
|          | Ferdinando Carlo (31 agosto 1652 – 5 luglio 1708) | 14 agosto 1665    | 30 giugno 1708    | (1ª) Anna Isabella Gonzaga (2ª) Susanna Enrichetta di Lorena | Principe di Arches, Duca di Mantova                             | Figlio di Carlo II; Privo di eredi legittimi, fu l'ultimo Duca di Mantova e del Monferrato |

## Linea di successione dei marchesi, poi duchi del Monferrato
|                                           |                                           |                          |                               |                                                                   |                                                                   |                                                          |                                                          |                           |                              |                              |
|                                           |                                           |                          | Aleramo *904 †991             |                                                                   |                                                                   |                                                          |                                                          |                           |                              |                              |
|                                           |                                           |                          |                               |                                                                   |                                                                   |                                                          |                                                          |                           |                              |                              |
|                                           |                                           |                          |                               |                                                                   |                                                                   |                                                          |                                                          |                           |                              |                              |
|                                           |                                           |                          | Ottone I *? †991?             |                                                                   |                                                                   |                                                          |                                                          |                           |                              |                              |
|                                           |                                           |                          |                               |                                                                   |                                                                   |                                                          |                                                          |                           |                              |                              |
|                                           |                                           |                          |                               |                                                                   |                                                                   |                                                          |                                                          |                           |                              |                              |
|                                           |                                           |                          | Guglielmo III *970 †1042      |                                                                   |                                                                   |                                                          |                                                          |                           |                              |                              |
|                                           |                                           |                          |                               |                                                                   |                                                                   |                                                          |                                                          |                           |                              |                              |
|                                           |                                           |                          |                               |                                                                   |                                                                   |                                                          |                                                          |                           |                              |                              |
|                                           |                                           | Ottone II *1015 †1084    | Ottone II *1015 †1084         | Enrico *? †1045                                                   | Enrico *? †1045                                                   |                                                          |                                                          |                           |                              |                              |
|                                           |                                           |                          |                               |                                                                   |                                                                   |                                                          |                                                          |                           |                              |                              |
|                                           |                                           |                          |                               |                                                                   |                                                                   |                                                          |                                                          |                           |                              |                              |
|                                           |                                           | Guglielmo IV *1030 †1100 |                               |                                                                   |                                                                   |                                                          |                                                          |                           |                              |                              |
|                                           |                                           |                          |                               |                                                                   |                                                                   |                                                          |                                                          |                           |                              |                              |
|                                           |                                           |                          |                               |                                                                   |                                                                   |                                                          |                                                          |                           |                              |                              |
|                                           |                                           | Ranieri *1075 †1137      |                               |                                                                   |                                                                   |                                                          |                                                          |                           |                              |                              |
|                                           |                                           |                          |                               |                                                                   |                                                                   |                                                          |                                                          |                           |                              |                              |
|                                           |                                           |                          |                               |                                                                   |                                                                   |                                                          |                                                          |                           |                              |                              |
|                                           |                                           | Guglielmo V *~1100 †1191 |                               |                                                                   |                                                                   |                                                          |                                                          |                           |                              |                              |
|                                           |                                           |                          |                               |                                                                   |                                                                   |                                                          |                                                          |                           |                              |                              |
|                                           |                                           |                          |                               |                                                                   |                                                                   |                                                          |                                                          |                           |                              |                              |
| Guglielmo *~1140 †1177                    | Guglielmo *~1140 †1177                    | Corrado *~1140 †1192     | Corrado *~1140 †1192          | Bonifacio I *1150 †1207                                           | Bonifacio I *1150 †1207                                           |                                                          |                                                          |                           |                              |                              |
|                                           |                                           |                          |                               |                                                                   |                                                                   |                                                          |                                                          |                           |                              |                              |
|                                           |                                           |                          |                               |                                                                   |                                                                   |                                                          |                                                          |                           |                              |                              |
| Baldovino V re di Gerusalemme *1177 †1186 | Baldovino V re di Gerusalemme *1177 †1186 |                          | Guglielmo VI *1173 †1226      | Guglielmo VI *1173 †1226                                          | Demetrio re di Tessalonica *1205 †1230                            | Demetrio re di Tessalonica *1205 †1230                   |                                                          |                           |                              |                              |
|                                           |                                           |                          |                               |                                                                   |                                                                   |                                                          |                                                          |                           |                              |                              |
|                                           |                                           |                          |                               |                                                                   |                                                                   |                                                          |                                                          |                           |                              |                              |
|                                           |                                           |                          | Bonifacio II *1202 †1253      |                                                                   |                                                                   |                                                          |                                                          |                           |                              |                              |
|                                           |                                           |                          |                               |                                                                   |                                                                   |                                                          |                                                          |                           |                              |                              |
|                                           |                                           |                          |                               |                                                                   |                                                                   |                                                          |                                                          |                           |                              |                              |
|                                           |                                           |                          | Guglielmo VII *1240 †1292     |                                                                   |                                                                   |                                                          |                                                          |                           |                              |                              |
|                                           |                                           |                          |                               |                                                                   |                                                                   |                                                          |                                                          |                           |                              |                              |
|                                           |                                           |                          |                               |                                                                   |                                                                   |                                                          |                                                          |                           |                              |                              |
|                                           |                                           | Giovanni I *1277 †1305   | Giovanni I *1277 †1305        | Violante [Irene] *1274 †1317 ⚭ Andronico II Paleologo *1259 †1332 | Violante [Irene] *1274 †1317 ⚭ Andronico II Paleologo *1259 †1332 |                                                          |                                                          |                           |                              |                              |
|                                           |                                           |                          |                               |                                                                   |                                                                   |                                                          |                                                          |                           |                              |                              |
|                                           |                                           |                          |                               |                                                                   |                                                                   |                                                          |                                                          |                           |                              |                              |
|                                           |                                           |                          |                               | Teodoro I *? †1338                                                |                                                                   |                                                          |                                                          |                           |                              |                              |
|                                           |                                           |                          |                               |                                                                   |                                                                   |                                                          |                                                          |                           |                              |                              |
|                                           |                                           |                          |                               |                                                                   |                                                                   |                                                          |                                                          |                           |                              |                              |
|                                           |                                           |                          |                               | Giovanni II *1321 †1372                                           |                                                                   |                                                          |                                                          |                           |                              |                              |
|                                           |                                           |                          |                               |                                                                   |                                                                   |                                                          |                                                          |                           |                              |                              |
|                                           |                                           |                          |                               |                                                                   |                                                                   |                                                          |                                                          |                           |                              |                              |
|                                           |                                           | Ottone III *~1360 †1378  | Ottone III *~1360 †1378       | Giovanni III *1362 †1381                                          | Giovanni III *1362 †1381                                          | Teodoro II *1364 †1418                                   | Teodoro II *1364 †1418                                   |                           |                              |                              |
|                                           |                                           |                          |                               |                                                                   |                                                                   |                                                          |                                                          |                           |                              |                              |
|                                           |                                           |                          |                               |                                                                   |                                                                   |                                                          |                                                          |                           |                              |                              |
|                                           |                                           |                          |                               |                                                                   |                                                                   | Giovanni Giacomo *1395 †1445                             |                                                          |                           |                              |                              |
|                                           |                                           |                          |                               |                                                                   |                                                                   |                                                          |                                                          |                           |                              |                              |
|                                           |                                           |                          |                               |                                                                   |                                                                   |                                                          |                                                          |                           |                              |                              |
|                                           |                                           |                          |                               | Giovanni IV *1412 †1464                                           | Giovanni IV *1412 †1464                                           | Guglielmo VIII *1420 †1483                               | Guglielmo VIII *1420 †1483                               | Bonifacio III *1424 †1494 | Bonifacio III *1424 †1494    |                              |
|                                           |                                           |                          |                               |                                                                   |                                                                   |                                                          |                                                          |                           |                              |                              |
|                                           |                                           |                          |                               |                                                                   |                                                                   |                                                          |                                                          |                           |                              |                              |
|                                           |                                           |                          |                               |                                                                   |                                                                   |                                                          | Guglielmo IX *1486 †1518                                 | Guglielmo IX *1486 †1518  | Giovanni Giorgio *1488 †1533 | Giovanni Giorgio *1488 †1533 |
|                                           |                                           |                          |                               |                                                                   |                                                                   |                                                          |                                                          |                           |                              |                              |
|                                           |                                           |                          |                               |                                                                   |                                                                   |                                                          |                                                          |                           |                              |                              |
|                                           |                                           |                          |                               |                                                                   |                                                                   | Margherita *1510 †1566 ⚭ Federico II Gonzaga *1500 †1540 | Margherita *1510 †1566 ⚭ Federico II Gonzaga *1500 †1540 | Bonifacio IV *1512 †1530  | Bonifacio IV *1512 †1530     |                              |
|                                           |                                           |                          |                               |                                                                   |                                                                   |                                                          |                                                          |                           |                              |                              |
|                                           |                                           |                          |                               |                                                                   |                                                                   |                                                          |                                                          |                           |                              |                              |
|                                           |                                           |                          | Francesco I (III) *1533 †1550 | Francesco I (III) *1533 †1550                                     | Guglielmo X (I) *1538 †1587                                       | Guglielmo X (I) *1538 †1587                              |                                                          |                           | Ludovico *1539 †1595         | Ludovico *1539 †1595         |
|                                           |                                           |                          |                               |                                                                   |                                                                   |                                                          |                                                          |                           |                              |                              |
|                                           |                                           |                          |                               |                                                                   |                                                                   |                                                          |                                                          |                           |                              |                              |
|                                           |                                           |                          |                               |                                                                   | Vincenzo I *1562 †1612                                            | Vincenzo I *1562 †1612                                   |                                                          |                           | Carlo I *1580 †1637          | Carlo I *1580 †1637          |
|                                           |                                           |                          |                               |                                                                   |                                                                   |                                                          |                                                          |                           |                              |                              |
|                                           |                                           |                          |                               |                                                                   |                                                                   |                                                          |                                                          |                           |                              |                              |
|                                           |                                           |                          | Francesco II (IV) *1586 †1612 | Francesco II (IV) *1586 †1612                                     | Ferdinando *1587 †1626                                            | Ferdinando *1587 †1626                                   | Vincenzo II *1594 †1627                                  | Vincenzo II *1594 †1627   | Carlo *1609 †1631            | Carlo *1609 †1631            |
|                                           |                                           |                          |                               |                                                                   |                                                                   |                                                          |                                                          |                           |                              |                              |
|                                           |                                           |                          |                               |                                                                   |                                                                   |                                                          |                                                          |                           |                              |                              |
|                                           |                                           |                          |                               |                                                                   |                                                                   |                                                          |                                                          |                           | Carlo II *1629 †1655         |                              |
|                                           |                                           |                          |                               |                                                                   |                                                                   |                                                          |                                                          |                           |                              |                              |
|                                           |                                           |                          |                               |                                                                   |                                                                   |                                                          |                                                          |                           |                              |                              |
|                                           |                                           |                          |                               |                                                                   |                                                                   |                                                          |                                                          |                           | Ferdinando Carlo *1652 †1708 |                              |